# Fiorella Imparati

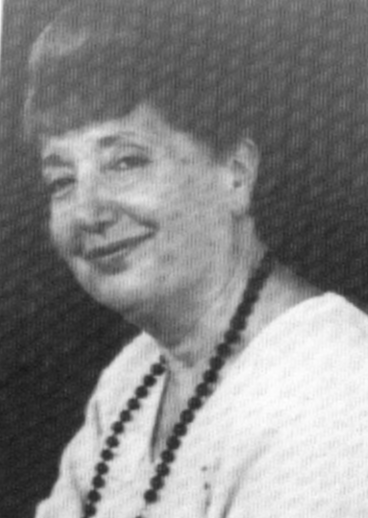
Fiorella Imparati (1980)

Fiorella Imparati (* 10. September 1930 in Montevarchi; † 20. Mai 2000 in Florenz) war eine italienische Hethitologin.

## Leben und Leistungen
Fiorella Imparati stammte aus einer begüterten, bürgerlichen Familie. Sie studierte an der Universität Florenz Klassische Altertumskunde mit einem Schwerpunkt auf der Altphilologie und schloss das Studium in diesem Fach bei Giulio Giannelli mit einer Arbeit zur Griechischen Geschichte ab. Nachdem 1954 der Hethitologe Giovanni Pugliese Carratelli Giannelli auf dessen Lehrstuhl nachfolgte, verlegte auch Imparati ihren Arbeitsschwerpunkt auf diesen Bereich. 1956/57 weilte sie zu Studien bei Oliver R. Gurney und Richard Barnett an den Universitäten von London und Oxford. Gemeinsam mit Piero Meriggi machte sie danach eine Reise nach Anatolien, wo sie auf Hans Gustav Güterbock und insbesondere Emmanuel Laroche traf, mit denen sie in den folgenden Jahren immer wieder zusammen arbeitete. 1964 wurde sie Nachfolgerin von Carratelli, zunächst als Professorin (professore incaricato), später als Ordinaria für die Geschichte Alt-Vorderasiens (Storia dell’Asia anteriore antica). Sie entfaltete eine umfangreiche Lehrtätigkeit an der Florentiner Universität und war dort maßgeblich an der Einrichtung der Facoltà di Lettere und der Schaffung eines corso di studi di Ricerca (Studiengang zur Erforschung der ägäischen und anatolischen Kulturen) beteiligt. An Letzterem waren Dozenten der Universitäten Florenz, Rom, Pavia und Triest beteiligt. Zu ihren zahlreichen Schülerinnen und Schülern gehörten Franca Pecchioli Daddi, Anna Maria Polvani, Anna Margherita Jasink, Marie Claude Trémouille, Stefano de Martino und Benedetto Benedetti. Imparati verstarb nach längerer, schwerer Krankheit im Alter von 69 Jahren. Ihre Bibliothek wurde der Universität Triest gestiftet, wo sie als Fondo Fiorella Imparati im Rahmen der Universitätsbibliothek geführt wird.
Imparatis Forschungen widmeten sich vorrangig der schriftlichen Überlieferung der altanatolischen Kulturen, wobei sie einen besonderen Schwerpunkt auf die Geschichte und auf die Kulturen der Hethiter und Hurriter legte. Sie legte sowohl eine Zusammenstellung der hethitischen Rechtssammlungen vor, als auch die erste monografische Darstellung der hurritischen Geschichte und Kultur überhaupt. Sie arbeitete zur Organisation des Hethiterreiches – wobei sie die Vorstellung, dass es sich dabei um einen Feudalstaat handelte, zurückwies –, insbesondere zur Beziehung zwischen dem Zentralstaat und seinen lokalen Institutionen. Sie untersuchte bestimmte Berufsgruppen, die Kulte der Götter Ningal und Pirwa, aber auch wirtschaftliche Fragestellungen. Sie arbeitete sowohl in Form unselbstständiger kleinerer Schriften, als auch in Form von Monografien, wobei sie in letzteren die Synthesen ihrer Einzelstudien zusammenfassen konnte. Die Reihe Eothen. Studi sulle civiltà dell’Oriente antico gab sie bis zum zehnten Band heraus. Der elfte Band war ihr gewidmet und sammelte die Artikel dort als Studi in memoria di Fiorella Imparati.

## Schriften (Auswahl)
- Le leggi ittite (= Incunabula Graeca. Band 7). Edizione dell’Ateneo, Roma 1964.
- Gli Hurriti. G. C. Sansoni, Florenz 1964.
- Una concessione di terre da parte di Tuthaliya IV (= Revue Hittite et Asianique. Band 32). Éditions Klincksieck, Paris 1974, ISBN 2-252-01749-X.
- als Herausgeberin: Studi di storia e di filologia anatolica, dedicati a Pugliese Carratelli (= Eothen. Studi sulle civiltà dell’Oriente antico. Band 1). Edizioni Librarie Italiane Estere, Florenz 1988.
- Die Organisation des hethitischen Staates. In: Horst Klengel: Geschichte des hethitischen Reiches (= Handbook of Oriental Studies. Section 1. Der Nahe und der Mittlere Osten. Band 34). Brill, Leiden/Boston/Köln 1998, ISBN 90-04-10201-9, S. 320–387.